# Narcissus triandrus
Narcissus triandrus é uma espécie de planta com flor pertencente à família Amaryllidaceae. 
A autoridade científica da espécie é L., tendo sido publicada em Sp. Pl. ed. 2 416 (1762).

## Portugal
Trata-se de uma espécie presente no território português, nomeadamente os seguintes táxones infraespecíficos:
- Narcissus triandrus subsp. pallidulus - presente em Portugal Continental. Em termos de naturalidade é endémica da Península Ibérica. Encontra-se protegida por legislação portuguesa ou da Comunidade Europeia, nomeadamente pelo Anexo IV da Directiva Habitats e pelo Anexo I da Convenção sobre a Vida Selvagem e os Habitats Naturais na Europa.
- Narcissus triandrus subsp. triandrus - presente em Portugal Continental. Em termos de naturalidade é endémica da Península Ibérica. Encontra-se protegida por legislação portuguesa ou da Comunidade Europeia, nomeadamente pelo Anexo IV da Directiva Habitats e pelo Anexo I da Convenção sobre a Vida Selvagem e os Habitats Naturais na Europa.